# Equatoriaal Afrika

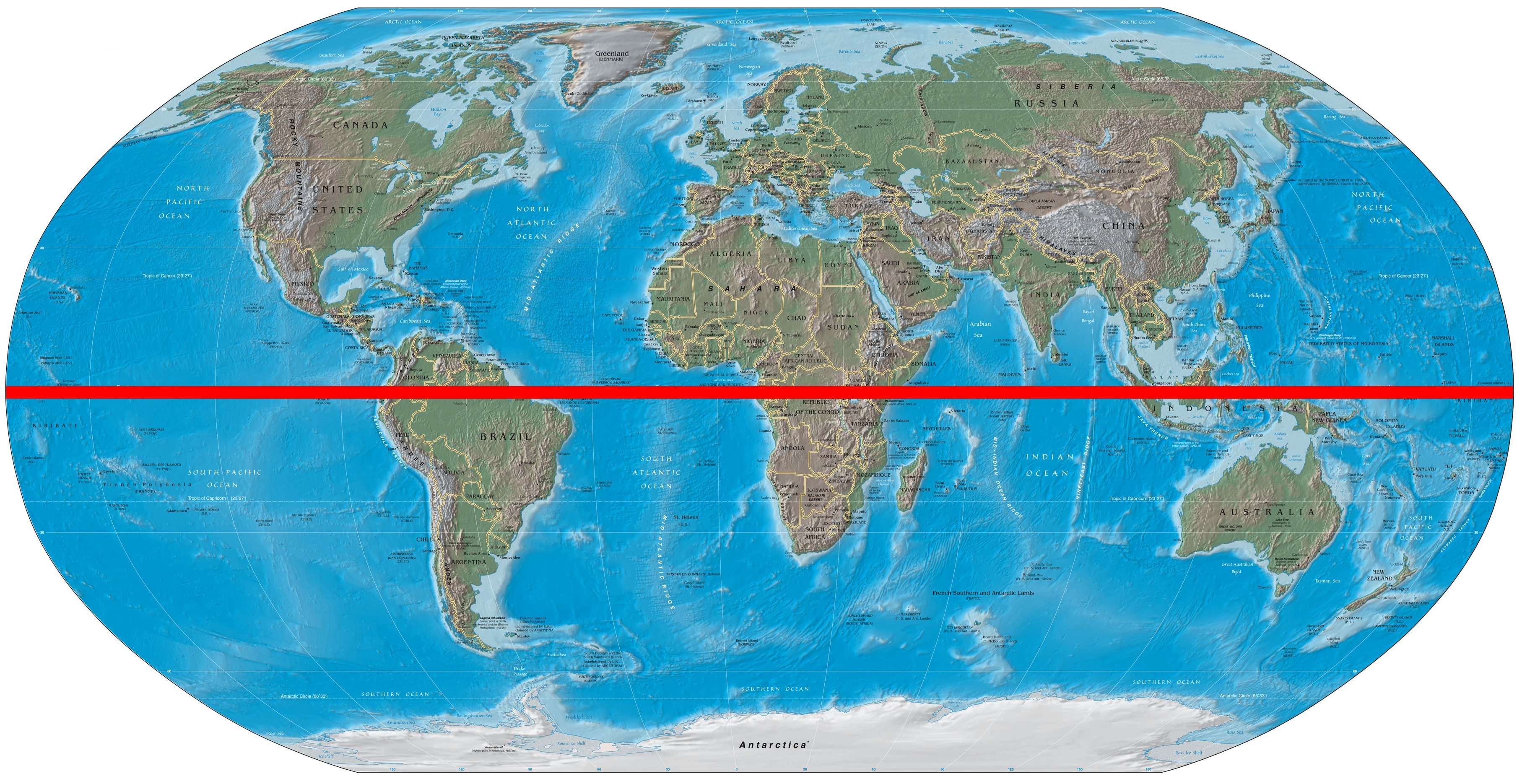
Rode lijn is de evenaar

Equatoriaal Afrika is  de aanduiding voor de regio waar de evenaar van west naar oost door het continent Afrika loopt, soms ook de tropen genoemd.
Anno 2022 loopt de evenaar of equator door de volgende landen: Sao Tomé en Principe, Gabon, Congo-Brazzaville, Congo-Kinshasa, Oeganda, Kenia en Somalië.

## Trivia
Verney Lovett Cameron was de eerste Europeaan, die in 1873-1875 equatoriaal Afrika van kust tot kust doorkruiste.